# فيتولو (لاعب كرة قدم مواليد 1989)
فيكتور ماتشين بيريز (بالإسبانية: Víctor Machín Pérez؛ مواليد 2 نوفمبر 1989)، ويسمى اختصاراً فيتولو (بالإسبانية: Vitolo)، هو لاعب كرة قدم إسباني يلعب جناحًا أيسر لنادي الدوري الإسباني خيتافي مُعارًا من أتلتيكو مدريد.
كما سبق له اللعب مع يو دي لاس بالماس.

## روابط خارجية
- فيكتور ماتشين بيريز على موقع الاتحاد الأوربي (الإنجليزية)
- فيكتور ماتشين بيريز على موقع قاعدة بيانات كرة القدم.إي يو (الإنجليزية)
- فيكتور ماتشين بيريز على موقع ناشيونال فوتبول تيمز (الإنجليزية)
- فيكتور ماتشين بيريز على موقع Soccerbase.com (لاعب) (الإنجليزية)
- فيكتور ماتشين بيريز على موقع Soccerway.com (الإنجليزية)
- فيكتور ماتشين بيريز على موقع عالم كرة القدم.نت (الإنجليزية)
- فيكتور ماتشين بيريز على موقع AS.com (الإسبانية)